# José Ramos Coelho

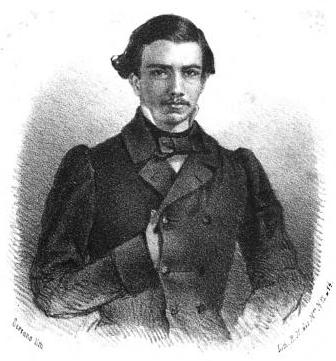
Ramos Coelho

José Ramos Coelho (Lisboa, 7 de fevereiro de 1832 — 15 de setembro de 1914) foi um historiador, conservador da Biblioteca Nacional e da Torre do Tombo, tradutor e poeta ultraromantico português.

## Obras
- Prelúdios Poéticos (1857)
- Jerusalém Libertada, de Torquato Tasso, vertida em oitava-rima portuguesa (1864)[4]
- Novas Poesias (1866)
- Lampejos (1896)
- Cambiantes (1897)
- Reflexos (1898)